# ジェイ・ホワイト
ジェイ・ホワイト（Jay White 、1992年10月9日 - ）は、ニュージーランドの男性プロレスラー。オークランド出身。AEW所属。本名はジェイミー・ホワイト。

## 来歴

### 2013年
2月19日、プロレスラーデビューを果たす。イングランドハンプシャーを拠点とするインディー団体であるVPW（Varsity Pro Wrestling） を中心に活動していく。

### 2014年
12月に行われた新日本プロレス入門テストに参加。これに合格し2015年1月に同団体へ入団を果たす。1月30日、Road to THE NEW BEGINNING開幕戦の所沢大会でアレックス・シェリーを相手に日本デビュー戦を飾った。

### 2016年
2月25日、LION’S GATE PROJECT1にてプロレスリング・ノアの小川良成と対戦した。業界の大先輩相手に物怖じしないファイトを見せ、好勝負を展開したが敗れた。
5月19日、LION’S GATE PROJECT2にてプロレスリング・ノアの丸藤正道と対戦した。試合に敗れたが、丸藤から「昔、闘ったプリンス・デヴィットを思い出しました」と賞賛を受けた。
6月19日、大阪城ホール大会での壮行試合を最後にROHへの無期限海外遠征が決定した。

### 2017年

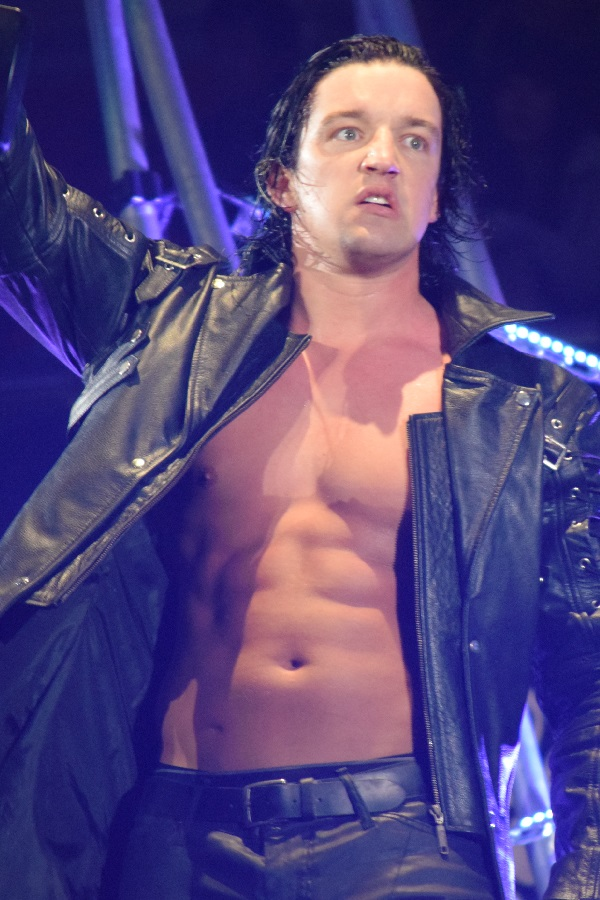
2017年11月

11月5日、大阪府立体育会館で行われたパワーストラグルのメインイベントとして行われた棚橋弘至vs飯伏幸太のIWGPインターコンチネンタル王座戦後のエンディングに現れ、無期限海外遠征から凱旋帰国を果たす。飯伏に勝利した棚橋を襲撃すると、すかさずブレードランナーでノックアウトした。

### 2018年
2018年1月4日、WRESTLE KINGDOM 12 in 東京ドームで棚橋の保持するインターコンチネンタル王座に挑戦するも敗れた。
1月6日、ユニットであるCHAOSへの加入を表明。
1月28日、「THE NEW BEGINNING in SAPPORO 〜雪の札幌2連戦〜」にてケニー・オメガの持つIWGP USヘビー級王座に挑戦。奪取して第2代王者となった。
7月から始まった『G1 CLIMAX 28』に初出場。Aブロックのリーグ戦では6勝3敗勝ち点12で決勝には上がれなかったが、ローブローやイス殴打などの反則殺法を繰り広げ、オカダ・カズチカ、棚橋の両者から勝利した。
9月23日、神戸ワールド記念ホール大会メインイベントのIWGPヘビー級王座挑戦権利証争奪戦の棚橋VSオカダ（結果は棚橋が防衛）の試合後、リングに乱入し棚橋に対してブレードランナーを決める。しかし、その後保持者の棚橋ではなく敗れてリングに横たわっていたオカダに目を向け間髪入れず襲撃する。さらに、海外実況席にいたロッキー・ロメロ、救出にやってきたYOSHI-HASHIを蹴散らしCHAOSの面々に反旗を翻す。すると今度は外道が現れオカダを救出するかに思われたが、外道がオカダに対して背中への椅子攻撃をお見舞いし、その後ジェイがブレードランナーを見舞う。外道は、権利証がふさわしいのはジェイ・ホワイトであり新時代が訪れるとマイクで叫び、二人で共に勝ち誇りながらリングを後にした。
10月8日、両国大会のセミファイナルにて棚橋の持つIWGP挑戦権利証へ挑戦した。序盤は外道を使い試合を有利へ進めるが、ブレードランナーを間一髪免れた棚橋の起死回生の首固めで敗れた。試合後、納得がいかず棚橋を攻撃するが、オカダが救出に現れる。オカダは外道にも攻撃を加えるが、邪道が仲間をアピールし止めに入る。するとなぜかBULLET CLUB OGの面々が現れ一瞬オカダの味方をすると見せるもオカダを襲撃し、リング下で見ていたジェイも最後に加わりブレードランナーを見舞う。その後、ジェイは邪道、外道と共にBULLET CLUB OGへ電撃加入を果たした。
この神戸、両国の事件は新日本の絶対的トップレスラー同士で組むことがなかった棚橋とオカダの合体、さらには本隊、CHAOSも組むようになる（特にCHAOSの発端となった事件以降ずっと敵対していた真壁、矢野も再合体を果たす）など、新日本にとって大きなターニングポイントとなった。

### 2019年
1月4日、東京ドーム大会でオカダとノンタイトルで一騎打ちを行い勝利する。その後、IWGPヘビー級王座を奪取した棚橋の前に現れ、次期挑戦をアピールした。
2月11日、大阪府立体育会館大会で棚橋とのIWGPヘビー級選手権試合において、ブレードランナーで棚橋からピンフォールを奪い王座を奪取した。26歳でのIWGPヘビー戴冠は外国人選手では史上最年少かつ歴代チャンピオン史上3番目の若さでの戴冠である。
3月6日、大田区総合体育館での旗揚げ記念日にて第23代NEVER無差別級王者のウィル・オスプレイとのシングルマッチが組まれた。ジュニアヘビー級のオスプレイの空中殺法に追い込まれるも、最後はブレードランナーでオスプレイからピンフォールを取った。
4月6日（日本時間4月7日）、アメリカ・ニューヨークのマディソン・スクエア・ガーデンでNEW JAPAN CUP2019を制したオカダとIWGPヘビー級選手権試合を行った。試合中盤、オカダのレインメーカーを喰らい2カウントで返すなどの健闘をするが、最後は旋回式ツームストンパイルドライバーからのレインメーカーを喰らい王座から陥落した。
5月4日、福岡国際センター大会で復帰を発表した棚橋の前に現れ、「お前は列の後ろにならんでいろ！」などと挑発した。これにより6月5日のBEST OF THE SUPER Jr.優勝決定戦で復帰戦スペシャルシングルマッチが組まれることになった。そして6月5日、両国で行われたスペシャルシングルマッチで棚橋を丸め込みで3カウントを取り勝利する。
7月、G1 CLIMAX 29に出場。優勝候補にも挙げられていたが、かつて所属していたCHAOSの後藤洋央紀、石井智宏、矢野通の3人に敗れて開幕3連敗を喫した。しかし、反則行為や外道の介入などを駆使しそこから5連勝した。8月11日の日本武道館大会で、同じく5勝3敗の内藤哲也と対決。初シングルとなるこの試合でクロスアームブラディサンデーからのブレードランナーで勝利し、6勝3敗12点でBブロック最多得点となり、優勝決定戦進出が決定した。勝利後、前日に優勝決定戦進出が決定した飯伏をリングに呼び込み、「1対1でやろう」と発言するも、飯伏の痛めている左足を椅子で叩きつけるという非情行為に走り、初優勝をアピールした。そして、翌日の8月12日の優勝決定戦で飯伏と対決。得意ののらりくらり戦法、外道の介入、技のスカシなどを駆使し飯伏を翻弄したが、最後は飯伏の膝蹴り2連発、カミゴェ2連発を喰らい敗れた。
8月に行われたSUPER J-CUP2019の決勝戦で組まれたタッグマッチで石森太二と組み、内藤＆BUSHI組と対戦した。試合終了後に内藤をブレードランナーでKOし、内藤の保持するIWGPインターコンチネンタル王座に挑戦を表明と同時に、「IWGPヘビー級王座との同時戴冠を目指す」と宣言した。
9月22日、神戸ワールド記念ホールでIWGPインターコンチネンタル王座を懸け内藤と対戦した。内藤のバレンティアを切り返し、ブレードランナーでピンフォール勝ちを収め第23代王者となった。これによりIWGPヘビー級王座、IWGPインターコンチネンタル王座、IWGP USヘビー級王座の3タイトルを戴冠経験したこととなる（ケニー・オメガに続く史上2人目）。
11月3日、G1 CLIMAXで敗れた後藤を相手にインターコンチ王座の防衛戦を行い、勝利。

### 2020年
1月4日、内藤とのIWGPインターコンチネンタル選手権で防衛に失敗、王座から陥落した。翌5日、IWGPヘビー級選手権に敗北した飯伏とのシングルマッチが決定した。結果は外道の介入からのブレードランナーで勝利し、G1優勝決定戦の雪辱を果たした。1月6日、大田区総合体育館大会で内藤哲也＆SANADA組vsジェイ・ホワイト＆KENTA組のタッグマッチが組まれ、SANADAのオコーナーブリッジで敗北。この結果から、2月の大阪城ホール大会でスペシャルシングルマッチが決定。そして2月9日、初シングルとなるSANADAとのスペシャルシングルマッチに勝利する。
3月、NEW JAPAN CUP初出場のはずだったが、新型コロナウイルス感染拡大の影響で大会が中止となり、NJC初出場は幻となった。
8月、アメリカで行われたNEW JAPAN CUP 2020 in USA決勝戦の第2試合にチェーズ・オーエンズとのタッグで、フリップ・ゴードン、ブロディ・キングと対戦。久しくリングに登壇した。またこの試合でゴードンとのシングルマッチが決定した。そして迎えたシングルマッチではブレードランナーで勝利する。
9月、G1 CLIMAX 30にエントリー。約7か月ぶりに日本で試合を行うこととなった。結果は開幕3連勝→2連敗→3連勝で6勝2敗勝ち点12まで伸ばした。最終戦にて石井と対戦し、勝てば優勝決定戦進出だったが最後は垂直落下式ブレーンバスターを喰らい、昨年に引き続き敗北。これにより、優勝決定戦進出とはならなかった。
11月7日、大阪府立体育会館にてG1覇者の飯伏が持つ「2冠タイトル挑戦権利書」に挑戦。レフェリーのブラインドを突いたトップロープに足をかけた逆さ押さえ込みで勝利。挑戦権利書が初めてG1優勝者以外の手に渡る。その後、メインの内藤対EVIL戦の試合後に乱入し、勝者の内藤に対して「イッテンヨンはオフ、イッテンゴで挑戦」と言い残した上、翌日の記者会見にてこれが受け入れられる事態へと発展。最終的にはイッテンヨンで前権利書保持者である飯伏が内藤に挑戦する事態となり、2冠王座権利書保持者の逆転現象が発生した。

### 2021年
1月4日、メインイベントの後に内藤からIWGPヘビー級・IWGPインターコンチネンタル両王座を奪取した飯伏の前に現れ、「この一瞬の喜びを噛みしめるがいい。なぜならば、お前の喜びというのは一夜しか持たないものだからな」と挑発した。翌5日に東京ドームで行われた「WRESTLE KINGDOM15」のメインイベントで飯伏と対決するも、48分以上に及ぶ激闘の末にカミゴェを受けて敗北した。試合後のバックステージでは、「ついに『WRESTLE KINGDOM』のメインに出ても、結果は残せなかった！ 自分が捧げてきたもの、犠牲にしたものは何だったんだ!?」と泣き叫びながら荒れ狂った。その翌日、東京ドームシティホールで行われた「NEW YEAR DASH」でCHAOSと10人タッグで戦い、石井の垂直落下式ブレーンバスターで直接3カウントを取られ、2夜連続の敗北を喫することとなった。
1月12日に発表された17日開幕の新シリーズの出場選手にジェイ・ホワイトの名前はなく、新日本プロレスの公式サイトからも一時的にジェイのプロフィールが削除されたことから離脱の可能性が示唆されたが、2月1日の後楽園ホール大会1日目の第3試合終了後に私服姿で突如乱入。この試合で勝利した石井をブレードランナーで襲撃した。その後、記者たちに対し「俺はまだ、もちろんバレットクラブのメンバーだ」として離脱を否定した上で石井を標的と定め、新日サイドに対し翌2日の後楽園ホール大会2日目のカード変更を要求した。翌2日、メインイベントのイリミネーションマッチで復帰を果たし、BULLET CLUBのリーダーとして勝利。試合後、後藤・石井・YOSHI-HASHI組の持つNEVER無差別級6人タッグ王座への挑戦を表明した。2月11日の広島サンプラザホール大会のセミファイナルで同王座に挑戦することが決定した。
2月11日、NEVER無差別級6人タッグ王座にタマ・トンガ＆タンガ・ロアのG.o.Dの2人と共に挑戦。結果はYOSHI-HASHIがタンガ・ロアから丸め込みで勝利し、王座戴冠とはならなかった。そして2月28日、大阪城ホール大会で石井と対戦した。試合は、終盤は技の切り返し合戦状態に入り、一瞬の隙をついて石井にブレードランナーを喰らわせ、石井からシングル初勝利を果たした。
3月、昨年出場できなかったNEW JAPAN CUPに初出場。1回戦でトーア・ヘナーレ、2回戦で棚橋から勝利を収め、準々決勝まで進出するもデビッド・フィンレーに敗北。初出場初優勝とはならなかった。
4月4日、ファレが小島と棚橋の連携で負けた後、NEVER無差別級王者の棚橋のテキサス・クローバー・ホールド（J・T・O=ジェイ・タップ・アウト）を喰らってすかさずタップアウトした。このタップアウトによるジェイの挑戦表明を棚橋は受け入れた。
5月3日、福岡大会にて棚橋を破り、NEVER無差別級王座を奪取。
7月18日、インパクト・レスリングの「Slammiversary」のメインイベントのケニー・オメガvsサミ・キャラハンのインパクト世界王座戦の試合直後にステージからリングに登場した。
8月15日、ロサンゼルスで行われた久々のアメリカ有観客大会にて、NEW JAPAN CUPで敗戦したデビッド・フィンレーを相手にNEVER王座の初防衛戦を行い、防衛に成功。
10月のNJPW STRONGではCHAOSのロビー・イーグルスと試合した後、チームメイトのEVILがチーム内で結成したHOUSE OF TORTUREを批判したが、翌年3月頃にEVILとチームメイトの高橋裕二郎とディック東郷とCHAOS時代共に戦ったSHOが共に闘うことを決意し、批判は撤回した。
11月13日、サンノゼ大会で石井に敗れ、NEVER王座を手放す。

### 2022年
2月11日、アメリカ AEWマットに登場し、試合後のトレント・バレッタを襲撃。現地時間18日の放送回でバレッタとシングルマッチを行い勝利した。
2月19日、G.O.Dとザ・グッド・ブラザーズ （カール・アンダーソン & ドク・ギャローズ）のインパクト世界タッグ王座戦の最中、突如リング上に現れタマ・トンガを襲撃し、グッド・ブラザーズの勝利をアシスト。試合後にはグッド・ブラザーズ、クリス・ベイと共に結束をアピールした。
5月1日、福岡大会にてメインイベントで内藤哲也とのIWGP世界ヘビー級選手権試合に勝利した直後のオカダを襲撃し、王座挑戦を表明。グッド・ブラザーズ、さらにはこの日電撃加入したジュース・ロビンソンを含むBULLET CLUBメンバーと共にリング上を占拠した。
6月3日、BEST OF THE SUPER Jr.の優勝決定戦内で、ファレ・オーエンズ・ファンタズモVSコブ・オーカーン・アーロン・ヘナーレの試合で突如にして乱入したIMPACTレスリング所属のエース・オースティンが、ファンタズモがエースのカードをカメラに写し、BULLET CLUBに加入したその後バックステージでアレックス・ゼインにストンピングを喰らわせ、エースをBULLET CLUBの新メンバーとして迎え入れた。その後、リング上で棚橋とのノーDQマッチで大怪我をして長期欠場し、AEWで復帰を遂げたKENTAをサプライズとして迎え入れた。
6月12日、大阪城ホール大会でオカダのIWGP世界ヘビー級王座に挑戦。セコンドの外道のサポートも受け、オカダをブレードランナーで葬り王座初戴冠となった。これによりヘビー級シングルのIWGP王座を全て戴冠した唯一の選手となった。
6月26日、アメリカ・シカゴで行われた新日本プロレスとAEWの合同興行『FORBIDDEN DOOR』にて前王者のオカダ・カズチカ、アダム・コール、ハングマン・ペイジの3選手とIWGP世界ヘビー級選手権試合4WAYマッチを行い、最後はコールからフォール勝ちを収め、初防衛に成功。
7月、2年ぶりにG1 CLIMAXに出場し、Bブロックにエントリー。開幕5連勝と独走状態だったが、最終公式戦にてBULLET CLUBを追放したタマ・トンガに敗北。決勝トーナメント進出とはならなかった。8月18日にタッグマッチで再び激突し、試合後にタマ・トンガが王座挑戦を表明し、10月の両国国技館大会にて防衛戦が行われることが決定した。
9月25日、NEVER無差別級選手権試合に敗れた棚橋弘至を襲撃するも、タマ・トンガが救出。その直後にタマ・トンガの弟であるヒクレオが登場し、ジェイを裏切ると、さらにタマ・トンガからガン・スタンを喰らってしまう。直後にタマ・トンガとヒクレオが抱擁を交わし、兄弟でリングを後にされるという屈辱を味わう。

### 2023年
1月4日、東京ドーム大会にてオカダに敗れ、IWGP世界ヘビー級王座を失う。試合後のバックステージではヒクレオに恨みの矛先を向けるコメントを残した。
2月11日、大阪大会にてヒクレオとの「ルーザーリーブ・ジャパンマッチ」に敗れて日本を追放されてしまい、2月19日のサンノゼ大会にてエディ・キングストンとの「ルーザーリーブ・ニュージャパンマッチ」に敗れ、新日本プロレスをも追放された挙げ句、最後にはデビッド・フィンレーの襲撃を受けた。
4月6日、UBSアリーナでのAEW Dynamiteにてジュースvsリッキー・スタークスの試合に乱入し、ジュースに加担。その後、この二人で「Bullet Club Gold」を結成したことを明かした。

## 得意技
SWITCHBLADEとして凱旋帰国後のジェイは、インサイドワークや反則行為を多用したダーティファイトを貫いており、飛び技をほとんど使用していない。勝利のためならどんな手段も辞さないクレバーなファイトスタイルが特徴である。

### フィニッシュ・ホールド

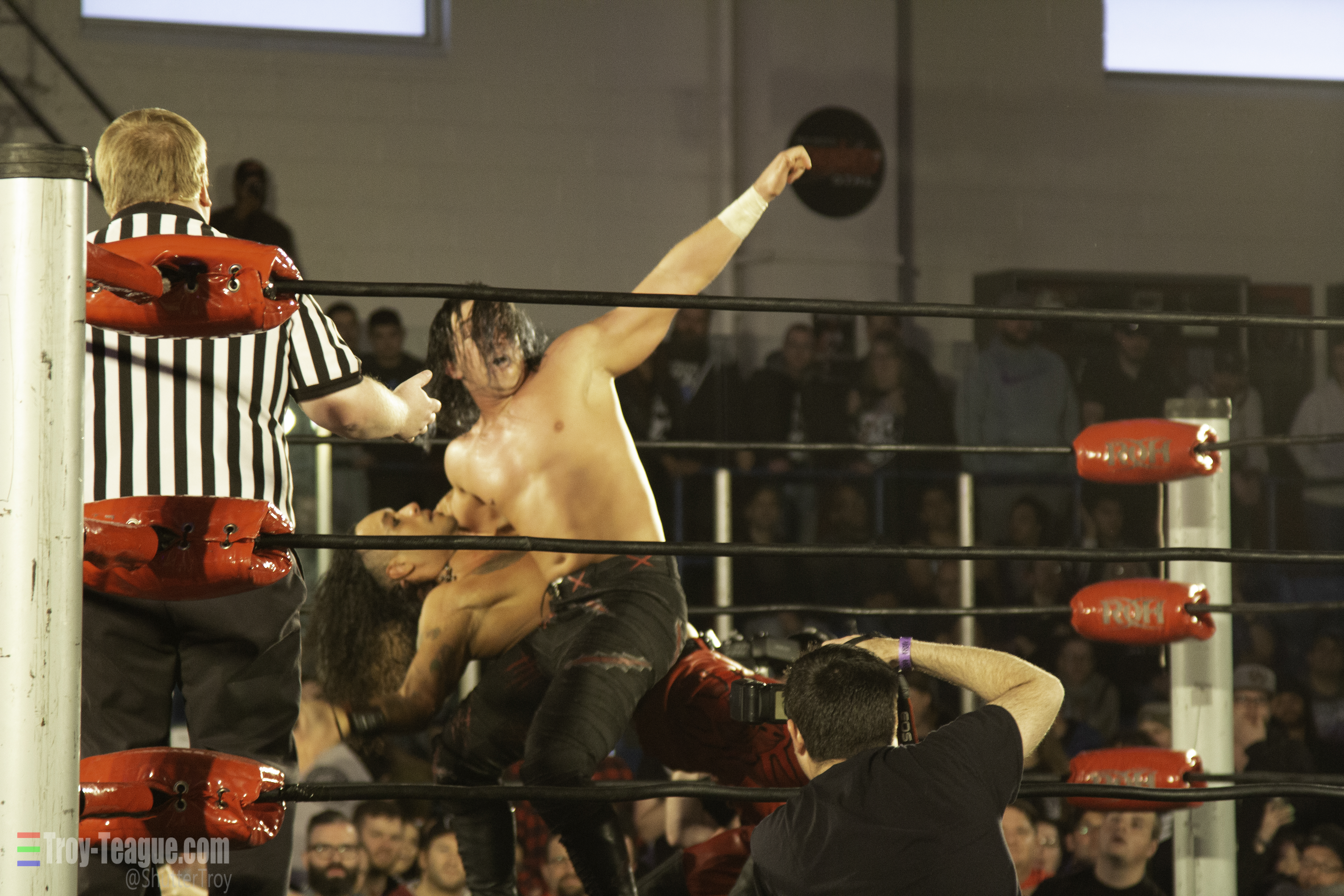
ブレードランナー
現在のフィニッシュ・ホールド。
変形フラットライナー。相手をフラットライナーの体勢で組み合い、一度相手側に体重をかけて傾けてから横方向への捻りを加えつつ後方へ反転して倒れ込み、相手の顔面からマットに叩きつける技。
どのようなシチュエーションからでも応用が効く上に非常に高いフォール率を誇るため、ジェイがこの技の体勢に入った瞬間に客席からは悲鳴に近い歓声が起こることがある。
○TO（[対戦選手のイニシャル]・タップ・アウト）
裏足4の字固め。
仰向け状態の相手の両足を後ろ向きで捕らえ、相手ごと反転してグラウンドに移行し、両足を交差させて極める、裏足4の字固め。
2月2日の対棚橋戦で披露した技。このときは棚橋がタップアウトしたことから、この技を「TTO（タナハシ・タップ・アウト）」と呼んだ。
翌2月3日にYOSHI-HASHIから同技で勝利した際はYTO（ヨシハシ・タップ・アウト）となっており、対戦相手によって変わる。

### 打撃技
シャープセンセーション
相手を十字架固めの体勢から相手の顔面や首筋にエルボー・スタンプを打ち込む。相手が抵抗できない状態で、一方的にエルボー・スタンプを打ち込むことでレフェリーストップ裁定を狙う技。凱旋帰国直後に多用していた技で、格下相手へのフィニッシャーとして使用する他、試合後の乱闘時に相手を痛めつける目的で使用する事もある。
逆水平チョップ
優勢時の痛め技や劣勢時のチェンジ・オブ・ペースとして、試合中最も多用される打撃技。ウルフサインを掲げ「Too Sweet!」と叫びながら打ち込み、相手を挑発するパターンも存在する。
エルボー
エルボー・スタンプ
エルボー・スマッシュ
張り手
ナックルパンチ
クローズライン
延髄斬り
ドロップキック
ミサイルキック
ローブロー
金的蹴り
G1 CLIMAX 28で初披露。現在でもレフェリーのブラインドを突いて使われており、この技からブレードランナーへの繋ぎ技として使用され、オカダと棚橋の両者から勝利を挙げた。

### 投げ技
クロスアーム式ブラディ・サンデー
相手の両腕を交差にクロスさせて垂直気味に相手を抱え上げ、頭部からマットに叩きつける。
BULLET CLUB初代リーダープリンス・デヴィットのフィニッシュホールドの変型技であり、主にブレードランナーへの繋ぎ技として2019年頃から使用されている。
キーウィー・クラッシャー
センシ（ロウ・キー）のキー・クラッシャーと同型の技。フィッシャーマンズ・スープレックスのように持ち上げた所で相手を横180度回転して、そのままみちのくドライバーIIのように落として固める。
抱え上げてからエメラルド・フロウジョンのように横に落とす型も使用する。
技名の由来は、キー・クラッシャー+ニュージーランド人の愛称であるキーウィ。
スイッチブレード
オメガ戦で初披露。
相手の勢いを利用して河津掛けの体勢で掴み、そのまま後方に倒れこみ相手の顔面を打ち付ける変形のコンプリート・ショット。
この技からデッドリフト・ジャーマンに繋げることが多い。
技の由来は、ニックネームである「SWITCH BLADE」から。
DVDDT（デスバレーDDT）
デスバレーDDTの略。
相手をファイヤーマンズキャリーの体勢で担ぎ上げ、側転で回転して相手の頭がある方向に体を倒し叩きつける。デスバレーボムの体勢からリバースDDTに近い落とし方をするためこの名が付けられた。
ハリケーン・ドライバー
相手をファイヤーマンズキャリーの体勢で肩に担ぎ上げて上半身を左方向に軽く捻って体を元に戻す勢いで、相手の体を右方向に90度水平旋回させて相手の下半身を右手で押し上げて尻餅をつき、上下逆さまの状態で落下させた相手の体を自身の両足の間へ叩きつける。
スープレックス
スーパープレックス
垂直落下式ブレーンバスター
スナップサイトー
レッグロック・スープレックス
バックドロップ
主に抱え式バックドロップと低空式バックドロップを使用し、特に低空式バックドロップは試合中盤から終盤にかけてのチェンジオブペースとして多用する。また、ロープ際からバックドロップを繰り出して相手を場外へ投げ捨てることもある。
裏投げ
通常の裏投げと雪崩式の２種類を使用する。
コンプリート・ショット
正面から相手の首に腕を回し、足をかけて後ろに倒れ顔面・胸部をマットに叩き付けるリバース河津落とし。
SSS
技名はスナップ・スリーパー・スープレックスの略称。
相手を高速で叩きつけるスリーパー・スープレックス。
ブレードバスター
相手をブレーンバスターの体勢で抱え上げ、捻りながら落としていく変型ブレーンバスター。
タイガー・スープレックス85
ジャーマンスープレックス
河津掛け落とし
DDT
ハーフハッチ・スープレックス
コーナーを背にしてターンバックルに相手の背中、首を打ち付ける。

### 飛び技
フライング・クロス・ボディ

### 関節技、絞め技
ボストンクラブ
ナガタロックII
鎌固め
スーパーホールド

### フォール技
バックスライド
スクール・ボーイ
ジャックナイフ
ローリング・クラッチ・ホールド
スモール・パッケージ・ホールド

### 反則技
首絞め
この反則技は滅多にすることは無いが、タナハシ・タップ・アウトのシャツが完成した当初に首を締め上げる行為をするようになった。
髪の毛を掴む
目潰し
椅子攻撃
シンプルに持って叩きつける以外に、投げつけたり腹部に突き入れる形でも使用する。

## タイトル歴
新日本プロレス
- 第5代 IWGP世界ヘビー級王座
- 第68代 IWGPヘビー級王座

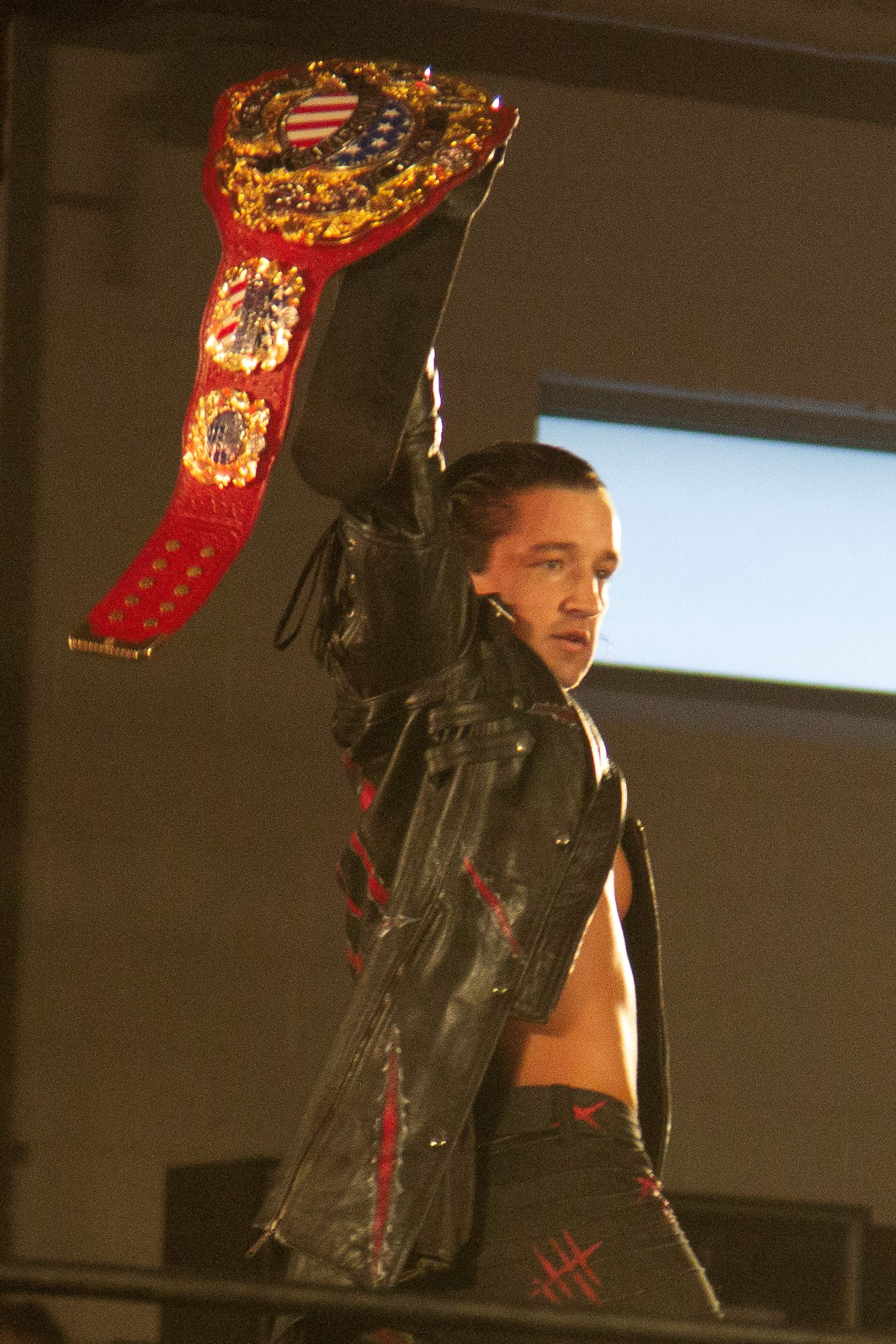
IWGP USヘビー級王座

　26歳4か月で王座戴冠。中邑真輔、オカダに続いて3番目の若さでの戴冠かつ外国人史上最年少での戴冠となった。
- 第2代 IWGP USヘビー級王座
- 第23代 IWGPインターコンチネンタル王座
- 第33代 NEVER無差別級王座

ROH
- 第17代 ROH世界6人タッグ王座

## 入場テーマ曲
SWITCH BLADE
凱旋帰国後の入場テーマ。
CROSSBODY